# Mas Reig (Vilallonga del Camp)
El Mas Reig és una masia neoclàssica de Vilallonga del Camp (Tarragonès) inclosa a l'Inventari del Patrimoni Arquitectònic de Catalunya.

## Descripció
Mas construït al segle xix de característiques arquitectòniques força clares. La planta baixa del mas és estructurada per mitjà de columnes, les quals defineixen un àmbit que fa les funcions de magatzem i garatge. L'accés al primer pis és a ponent mitjançant una gran escala amb balustrada que té dos accessos, els quals porten a una plataforma circular també amb balustrada. Des d'aquest punt es pot accedir al pis noble, a través de tres portes d'arc semicircular; la façana és arrebossada de dos colors, ocre i blanc.

## Història
El mas Reig té el seu origen en un antic mas del qual actualment no se'n conserven restes.